# Якоб Седерман
Я́коб-Ма́гнус Се́дерман (19 березня 1938 , Гельсінкі ) — перший Європейський омбудсмен, відомий політичний і державний діяч Фінляндії.

## Біографія
Народився 19 березня 1938 року у місті Гельсінки (Фінляндія). Батько Джон Санфрід Седерман був капітаном далекого плавання, мати Ракель Седерман — магістром філософії.
Навчався у Гельсінському університеті, 1962 року здобув ступінь магістра права, 1967 — ліценціата права. Також пройшов навчання на курсі підготовки суддів (1965).
В 1966—1967 працював старшим викладачем соціального законодавства Шведського інституту соціальної праці та місцевої адміністрації, з 1967 по 1971 — директором Асоціації шведськомовних муніципалітетів у Фінляндії.

## Політична та громадська діяльність
З 1971 по 1982, протягом 11 років, обіймав посаду Голови департаменту безпеки праці Міністерства соціального захисту та охорони здоров'я Фінляндії. У період з 1 по 29 жовтня 1971 був міністром юстиції Фінляндії, а з 4 квітня 1972 по 30 червня 1982 — депутатом Парламенту Фінляндії від Соціал-демократичної партії.
З 1982 по 1989 — губернатор провінції Уусімаа, потім з 1989 по 1995 — Парламентський омбудсмен Фінляндії, а також у 1991—1992 роках — член Ради директорів Міжнародного інституту омбудсменів.
12 липня 1995 обраний Європейським парламентом на посаду Європейського омбудсмена, офіційно почав виконувати обов'язки з 27 вересня того ж року. Став першим на цій посаді, був призначений ще на один термін і обіймав її до 31 березня 2003 року.
А 2003—2005 роках очолював Раду ЗМІ Фінляндії, у 2004—2006 був членом Ради Гельсінського університету. У 2005—2006 — член робочої групи Ради Європи, яка працювала над реформою Європейського суду з прав людини.
З 12 вересня 2007 по 20 квітня 2011 — знову депутат Парламенту Фінляндії.

## Приватне життя
Якоб Седерман одружений з Райєю Кааріною Седерман (фін. Raija Kaarina Söderman), митним інспектором. Вони мають трьох дітей: дочок Лісбет (1958) і Дісу (1960), сина Петера (1962).
Седерман володіє шведською, фінською, англійською, іспанською та французькою мовами. Захоплюється джазом, літературою, футболом та велоспортом. Капітан запасу.

## Нагороди та відзнаки
Досягнення та заслуги Якоба Седермана відзначені низкою нагород на міжнародному рівні:
- Відзнаки
  - Кавалер Великого хреста Ордена Бернардо О'Гіґґінза (Чилі, 1993)
  - Кавалер Великого хреста Ордена Лева Фінляндії (1995)
  - Кавалер Ордена Почесного легіону (Франція, 2002)
  - Ювілейна медаль юридичного клубу Кодекс (Фінляндія, 2006)
  - Золота медаль пошани (Шведська асамблея Фінляндії, 2009)
  - Кавалер Хреста 1-го класу Ордена Хреста Свободи (Фінляндія, 2009)
- Призи та нагороди
  - Нагорода Європейської асоціації інформації за досягнення в галузі Європейської інформації (1996)
  - Спеціальна нагорода за внесок Європейського омбудсмена в поширення інформації (Міністерство освіти Фінляндії, 2000)
  - Премія Алексіса де Токвіля (Європейський інститут державного управління, 2001)
  - Приз Снелльмана (Фінська асоціація видавців періодики, 2002)
  - Нагорода Експатріант року (Фінляндія, 2003)
  - Нагорода Споживач року (Асоціація фінських споживачів, 2005)
  - Приз Чюденіуса (Фінляндія, 2006)
  - Приз Фінського Союзу гуманістів (2007)
  - Приз Північного адміністративного Союзу — Фінської асоціації (2007)
  - Премія миру (Комітет 100 у Фінляндії, 2008)
- Почесні звання
  - Почесний доктор політичних наук (Академія Або, 1998)
  - Почесний доктор права (Лапландський університет, 1999)
  - Почесний голова Шведських соціал-демократів у Фінляндії (2009)
  - Почесний член Європейської федерації юристів (Фінляндія, 2009)
  - Почесний доктор (Юридичний факультет Гельсінського університету, 2010)

## Публікації
Якоб Седерман є автором численних публікацій — промов, статей, доповідей тощо. У 2008 році, до свого 70-річного ювілею, видав книгу мемуарів, зі спогадами про власне дитинство та юність, під назвою «Збір анемон. Історія Оулункуле».
- Jacob Söderman. Valkovuokkoja poimimassa. Oulunkylän tarinoita. — Helsinki, 2008. — 63 с. — ISBN 978-952-92-3425-7.(фін.)